# ناجورها (فیلم ۱۹۶۱)
ناجورها (انگلیسی: The Misfits) فیلمی آمریکایی در سبک درام به کارگردانی جان هیوستون است که در سال ۱۹۶۱ منتشر شد.
این فیلم به فیلم منحوس معروف است. چرا که هر سه بازیگر مطرح آن بعد از این فیلم به فاصله کمتر از پنج سال از دنیا رفتند!

## خلاصه داستان
گی (گیبل) و وردست‌هایش، «گوییدو» (والاک) و «پرس» (کلیفت)، کابوی‌های ازاسب افتاده‌ای هستند که در غرب آمریکا سفر می‌کنند و دنبال مشاغل جورواجور می‌گردند. تا این که با «رازلین» (مونرو) آشنا می‌شوند که اخیراً از شوهرش طلاق گرفته‌است…

## بازیگران
- کلارک گیبل
- مریلین مونرو
- مونتگومری کلیفت
- تلما ریتر
- ایلای والاک
- کوین مک‌کارتی
- رکس بل